# Выборы губернатора Бангкока (2022)
Одиннадцатые выборы губернатора Бангкока, которые долгое время откладывались из-за военного переворота 2014 года, состоялись 22 мая 2022 года. Это произошло через 9 лет после последних выборов в 2013 году.
Чатчат Ситтипан, независимый кандидат, бывший член партии «Пхыа Тхаи», одержал убедительную победу на выборах. Он набрал более 1,38 миллиона голосов, побив рекорд, установленный Сукхумбхандом Парибатрой в 2013 году.

## Предыстория
После военного переворота 2014 года Национальный совет для мира и порядка (НСМП) стал исполнять функции военного правительства в Таиланде. Он приказал приостановить проведение всех местных выборов, в то время как губернатор Бангкока Сукхумбханд Парибатра остался на своём посту. В 2016 году Сукхумбханд был отправлен в отставку НСМП и заменён Асвином Кванмуангом, в то время заместителем губернатора Бангкока.
С принятием конституции 2017 года военное правительство было распущено после всеобщих выборов, состоявшихся в 2019 году, хотя в новом документе не было положений, касающихся графика возвращения к избираемому местному самоуправлению. 14 марта 2022 года Избирательная комиссия Таиланда объявила, что выборы губернатора Бангкока состоятся 22 мая 2022 года одновременно с выборами в столичный совет Бангкока и местными выборами в Паттайе.

## Кандидаты
В губернаторских выборах участвовал 31 кандидат, из них 25 мужчин и 6 женщин. Самому старшему кандидату 72 года, самому молодому — 43 года.
Одержавший победу независимый кандидат Чатчат Ситтипан, ранее занимал пост министра транспорта в правительстве Йинглак Чиннават и состоял в партии «Пхыа Тхаи». Последняя к слову не выставляла своего кандидата на данных выборах, что может говорить о поддержке Ситтипана. Помимо него, в выборах приняли участие Сучатви Сувансават от старейшей консервативной «Демократической партии», Вирой Лакханаадисорн от оппозиционного прогрессивного «Движения вперёд». Также в губернаторских выборах участвовали независимый кандидат, член провоенной «Паланг Прачарат» Саколти Пхаттиякул и действующий мэр Бангкока с 2016 года Асвин Кванмуанг, поддержанный «Группой Рак Крунг Тхеп» и «Паланг Прачарат».

## Результаты
Итоги выборов показывают, что Чатчарт Ситтипан победил, набрав 1 386 769 голосов, что является самым высоким показателем за всю историю проведения выборов губернатора Бангкока. Workpoint Today проанализировала, что убедительная победа Ситтипана стала результатом нескольких факторов, в том числе того, что он баллотировался как независимый кандидат. Высокую оценку получила его деятельность во время пребывания на посту министра транспорта. Ситтипан также имел наибольшее число подписчиков в Facebook среди всех кандидатов. Директор Управления инноваций в поддержку демократии Института короля Праджадипока Сатиторн Тананитичоти высказал мнение, что люди выбрали Чатчарта Ситтипана, потому что они не хотели видеть массовых перемен, а только эффективное управление столицей, включая своевременный вывоз мусора и выделение большего количества зеленых зон.
Анусорн Тамджай из Международного колледжа Приди Паномионга Университета Таммасат выдвинул идею о том, что эти выборы показали, что крайне правые, антидемократические группы теряют рейтинг и не пользуются популярностью среди молодого населения. В то же время прогрессивные, либеральные и продемократические идеи становятся всё более популярными. Титинан Понгсуттирак заявил, что эти выборы символизируют недовольство народа неудачами правительства, которое так долго находилась под военным управлением. Юттапорн Иссарачай проанализировал, что эти выборы повлияют на предстоящие парламентские выборы, поскольку людям надоело нынешнее правительство. Свергнутый в 2006 году премьер-министр Таксин Чинават добавил, что Чатчарт также получил голоса от избирателей партии «Движение вперёд», которые голосовали стратегически в надежде дать Чатчарту преимущество.

## Выборы в Совет Бангкока

### Краткий обзор

Результаты голосования в Совет Бангкока по районам города:
Пхыа Тхаи
Движение вперёд
Демократическая партия
Паланг Прачарат
Тай Сан Тай
Группа Рак Крунг Тхеп

Одновременно с губернаторскими выборами прошла избирательная кампания в столичный Совет Бангкока. 
Результаты выборов, прошедших впервые с 2010 года, демонстрируют лидерство оппозиционных партий «Пхыа Тхаи» и «Движение вперёд», получивших 20 и 14 мест соответственно. Правящая же провоенная «Паланг Прачарат» потерпела поражение, получив всего 2 места из 50. «Демократическая партия», поддерживавшая провоенное правительство, также потерпела поражение, потеряв большинство в Совете и получив всего 9 мест. Новая партия «Тай Сан Тай», созданная Сударат Кейурафан, покинувшей «Пхыа Тхаи» после разногласий, удалось получить поддержку 10,4% избирателей, что эквивалентно 2 местам в столичном Совете. Группа Рак Крунг Тхеп, верная бывшему провоенному губернатору Асвину Кванмуангу из партии «Объединённая тайская нация», получила 3 места.

### Результаты
|                                   |                                   |           |       |            |           |  |  |  |  |
| Партия                            | Партия                            | Голосов   | %     | Всего мест | Изменение |  |  |  |  |
|                                   | Пхыа Тхаи                         | 620 009   | 26,71 | 20         | ▲5        |  |  |  |  |
|                                   | Движение вперёд                   | 485,830   | 20,93 | 14         | новая     |  |  |  |  |
|                                   | Демократическая партия            | 348 852   | 15,03 | 9          | ▼36       |  |  |  |  |
|                                   | Паланг Прачарат                   | 274 970   | 11,85 | 2          | новая     |  |  |  |  |
|                                   | Тай Сан Тай                       | 241 975   | 10,43 | 2          | новая     |  |  |  |  |
|                                   | Группа Рак Крунг Тхеп             | 191 922   | 8,27  | 3          | новая     |  |  |  |  |
|                                   | Кла                               | 53 332    | 2,30  | 0          | новая     |  |  |  |  |
|                                   | Объединенная партия Руам Тай      | 20 477    | 0,88  | 0          | новая     |  |  |  |  |
|                                   | Бумяжтай                          | 19 789    | 0,85  | 0          | новая     |  |  |  |  |
|                                   | Тайская гражданская партия        | 14 306    | 0,62  | 0          | ▬         |  |  |  |  |
|                                   | Тайская либеральная партия        | 5 496     | 0,24  | 0          | новая     |  |  |  |  |
|                                   | Тайская партия будущего           | 4 544     | 0,20  | 0          | новая     |  |  |  |  |
|                                   | Независимые                       | 39 343    | 1,70  | 0          | ▼1        |  |  |  |  |
| Общая информация                  |                                   |           |       |            |           |  |  |  |  |
| Действительные бюллетени          | Действительные бюллетени          | 2 320 845 | 86,74 |            |           |  |  |  |  |
| Пустые и недействительные         | Пустые и недействительные         | 354 684   | 13,26 |            |           |  |  |  |  |
| Всего                             | Всего                             | 2 675 529 | 100   | 50         |           |  |  |  |  |
| Зарегистрировано избирателей/явка | Зарегистрировано избирателей/явка | 4 357 097 | 60,48 |            |           |  |  |  |  |
| Источник: The MATTER, Thai PBS    |                                   |           |       |            |           |  |  |  |  |